# František Tichý

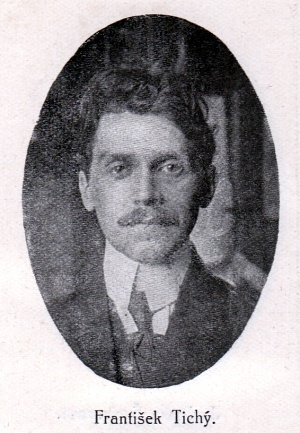
František Rut Tichý (vor 1923)

František Tichý (* 24. März 1896 in Prag; † 7. Oktober 1961 ebenda) war ein tschechischer Künstler.

## Leben
Tichý studierte an der Akademie der Bildenden Künste Prag und lebte von 1929 bis 1935 in Frankreich, eine Zeit, die sein künstlerisches Schaffen prägte. Von 1945 bis 1951 war er Professor an der Akademie für Kunst, Architektur und Design Prag.
Die beiden Bereiche Zirkus und Varieté dominierten sein künstlerisches Wirken. Schon bald gehörte er deshalb zu den führenden Persönlichkeiten der tschechischen Avantgarde.
Zu seinen weiteren Werken gehörten aber auch das Logo für die tschechische Brauerei Staropramen, aber auch ein Briefmarkenentwurf zum 50-jährigen Jubiläum der Prager Messe im Jahr 1949. Zwei seiner Werke wurden ebenfalls auf tschechischen Briefmarken veröffentlicht und sein Porträt findet sich auch auf mehreren Postwertzeichen wieder.
Der Lithograph machte sich insbesondere einen Namen als Graphiker und Illustrator.